# スイッチャー (映像製作)

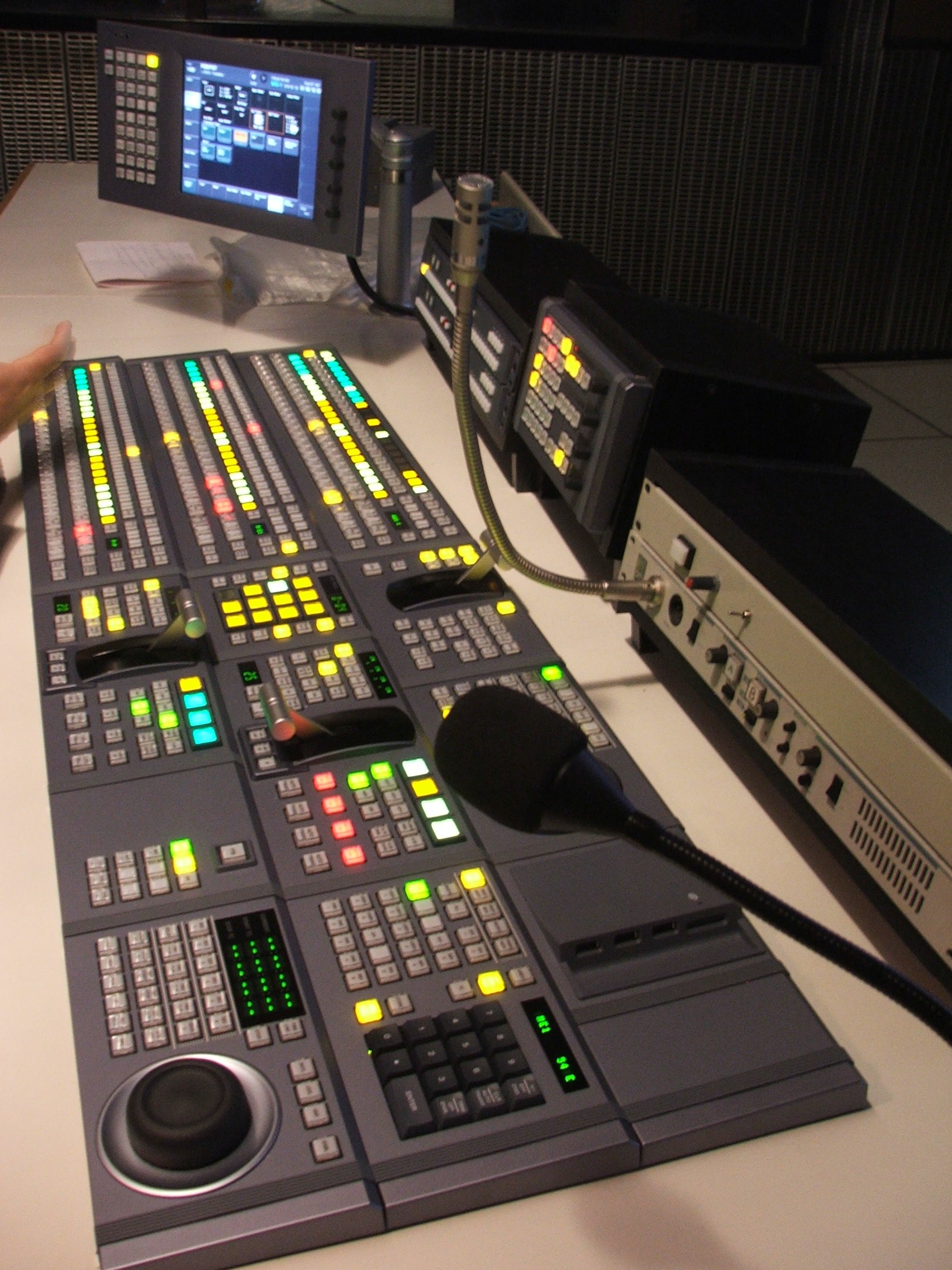
ソニーのDVS-9000。アルゼンチンのカナル7のスタジオにて

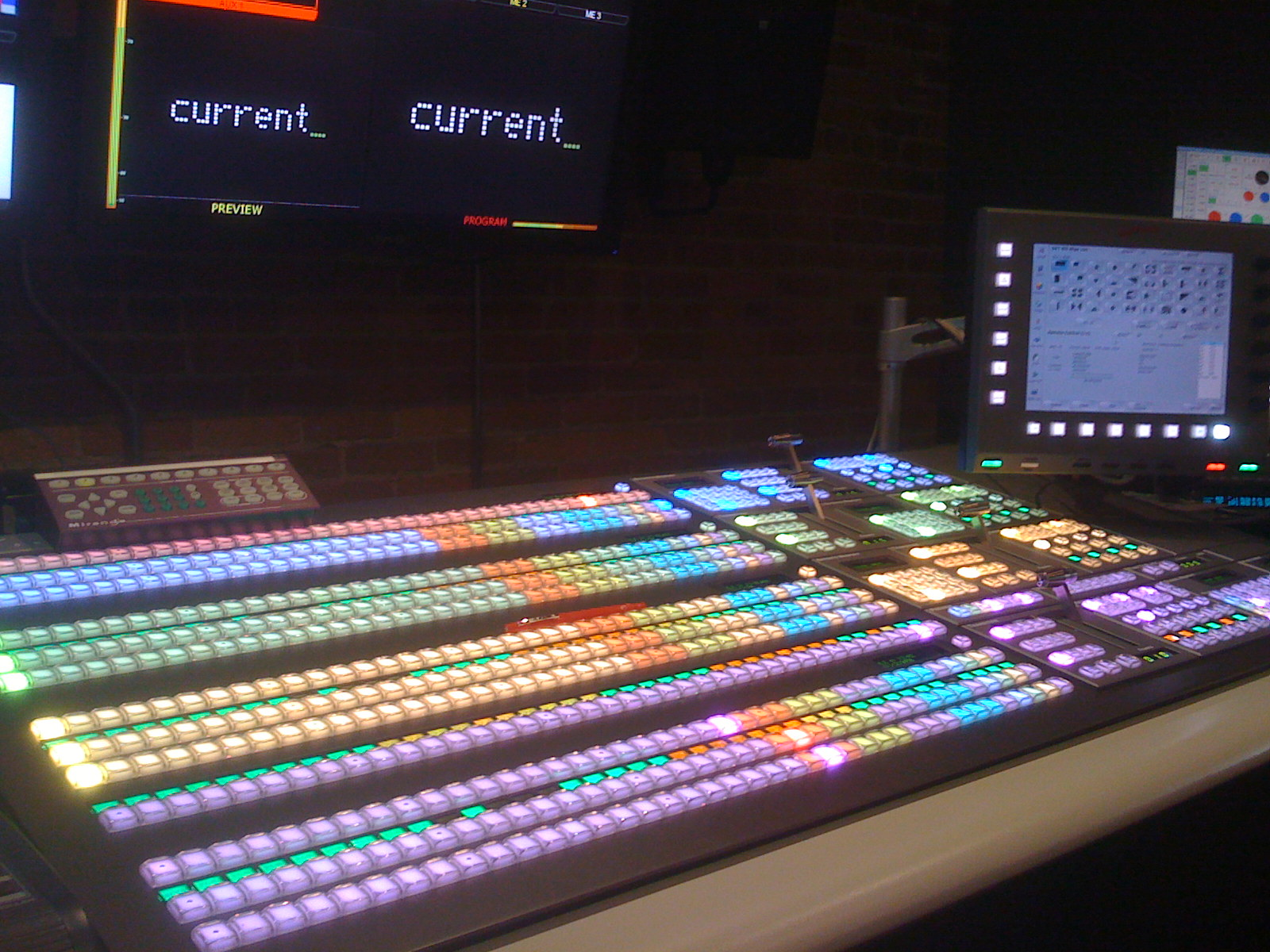
カナダの:en:Ross Video社のVision 4。アメリカの:en:Current TVにて

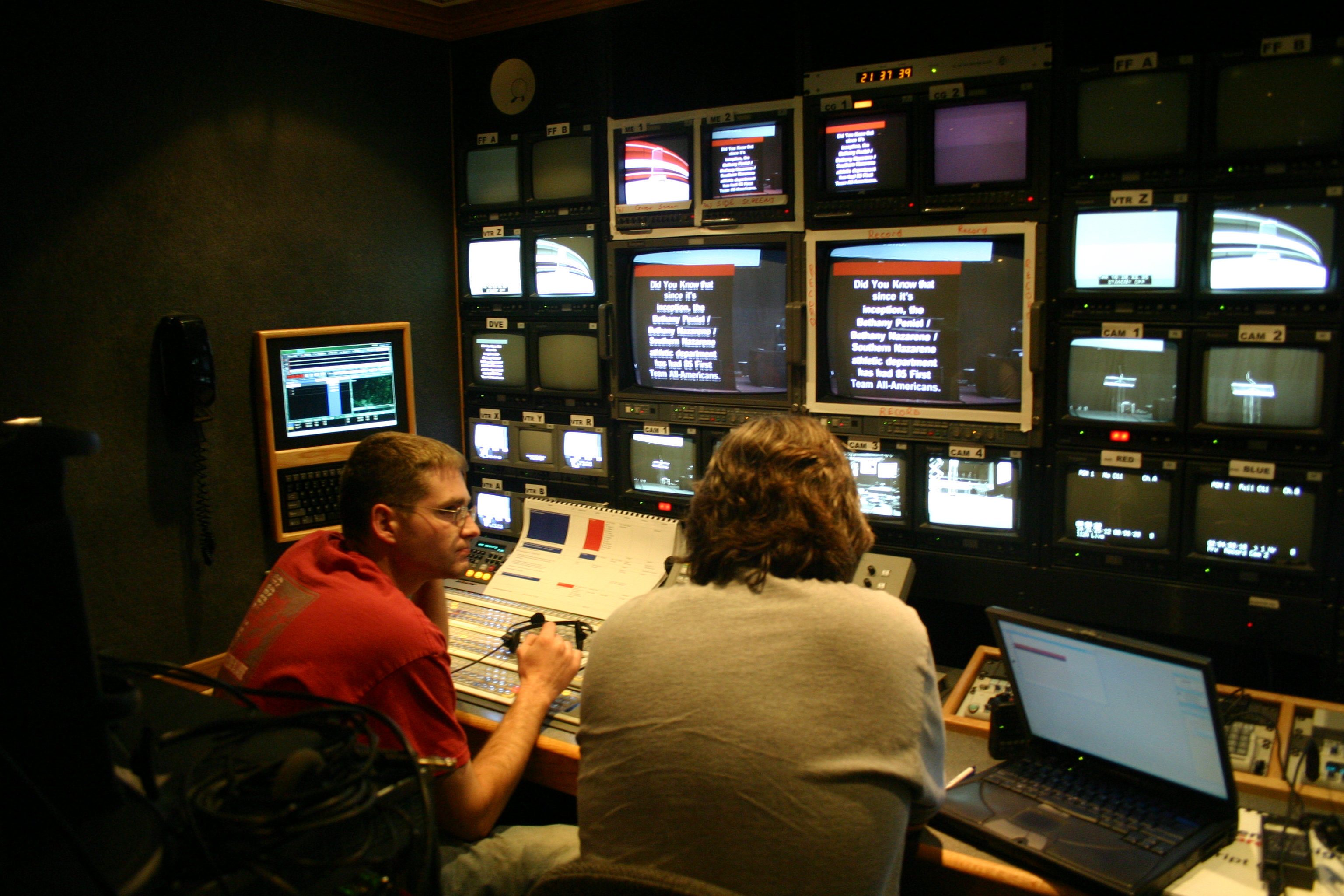
スイッチャーを操作するスタッフ。

スイッチャー、スウィッチャー（英: switcher）は、映像制作や中継の現場において、画面の切り換え作業を行う機材。またその機材の操作を担当するスタッフ。映像スイッチャー（えいぞう-）、SW（エス ダブリュー）、映像切り換え（えいぞうきりかえ）、切り換えなどとも呼ばれる。アメリカではビデオスイッチャー（video switcher）やプロダクションミキサー（production mixer）と呼び、英語圏のそれ以外の国ではビジョンミキサー（vision mixer）やビデオミキサー（video mixer）などと呼ぶ。

## 概要
複数の画面を切り替える機材のことであり、テレビ・映画・ビデオなどの映像の制作現場、放送局のスタジオ・サブシステムや中継車のほか、大型スクリーンを備えたスタジアム、大型スクリーンと複数のカメラを使うイベント会場や講演会場などでも使われる。この機材を操作するスタッフや役割を指す用語としても使われる。画面の切り換えをスイッチング、スウィッチング（英: switching）や「映像切り換え」「切り換え」などと呼ぶ。
機材の機能
画面を切り替える際の、画面から画面への移行のしかたをトランジションやトランジションエフェクトと言うが、単純に切り替わる"カット"のほか、元の映像から新しい映像へオーバーラップして混じりあうように移行する"ミックス"も基本であり、そのほか、元の映像を新しい映像が拭うように入れ替わる"ワイプ"、一瞬別の映像が混じってから新しい映像に移行する"ディップ"といった機能を備えている機種もある。
またキーイングを利用した映像効果を加えられる機種もある。さらに字幕を表示したり、合成画面を作ったりすることもある。
スタッフの役割、位置づけ
映像制作は、複数台のビデオカメラ、および複数の中継現場から伝送されてくる映像、あるいはVTRなど用いて行われる。ディレクター（演出家）は、自身の演出意図に沿ってそれらを切り換えるようスイッチャーに指示。その指示に従いスイッチャーが画面の切り換え作業（スイッチング）を行う。作業にはディレクターとの連携が重要である。
コンサートや演劇などの舞台芸術における、カメラおよびヴィジョンを使用した演出においての画面の切り替えも同様である。
仕事（職種）としてのスイッチャーは、撮影技術スタッフに属することが一般的であり、テクニカルディレクター (TD) がスイッチャーを兼務することもある。
テレビ番組を収録して放送まで時間がある場合は、オフライン編集をするディレクターやオンライン編集担当のエディター (EED) が収録時のスイッチングミスを修正する役割を担っている（生放送では当然この修正作業は不可能）。そのため収録映像素材は、TD・SW担当が選んだ画は「本線素材」、副調整室内のディレクターがそれ以外の別の映像を選んだ画を「ウラ素材」、そして全てのカメラの映像素材を「パラ素材（日本テレビではアイソレーション素材と呼ぶ）」としてVTRや記録データで残している。
また、コンサート等のリアルタイムな判断を伴う場では、演出を兼ねたスイッチャーが構成を組み立てていくこともある。

## メーカー
国内
ソニー（XVSシリーズなど）、池上通信機（MuPSシリーズ）、パナソニック（AV-HSシリーズなど）、ローランド（Vシリーズ）など。
国外
- Analog Way[14]
- en:Barco (manufacturer)
- en:Blackmagic Design: ATEM[15]
- Broadcast Pix[16]
- Datavideo
- en:EVS Broadcast Equipment: Dyvi[17]
- Focus Enhancements (旧Videonics)
- en:FOR-A
- グラスバレー（Grass Valley）
- Guramex[18]
- Kramer Electronics Ltd.
- en:NewTek
- フィリップス en:Philips (en:Broadcast Television Systems Inc.。　Grass Valley社に統合された。)
- en:Ross Video
- Snell (Grass Valley社に統合された)